# Matthew Centrowitz
Matthew „Matt” Centrowitz Jr. (ur. 18 października 1989 w Beltsville, w stanie Maryland) – amerykański lekkoatleta specjalizujący się w biegach średnich i długich. Złoty medalista olimpijski igrzysk w Rio de Janeiro w 2016 roku.
W 2008 zajął jedenastą lokatę w biegu na 5000 metrów podczas mistrzostw świata juniorów, a trzy lata później zdobył w Daegu brązowy medal mistrzostw świata w biegu na 1500 metrów. Na siódmej lokacie zakończył bieg na 1500 metrów podczas halowych mistrzostw świata w 2012. Wicemistrz świata na 1500 metrów z Moskwy (2013). W 2016 sięgnął po złoty medal halowych mistrzostw świata w Portland oraz stanął na najwyższym stopniu podium igrzysk olimpijskich. Stawał na podium mistrzostw NCAA oraz mistrzostw USA.
Rekordy życiowe: bieg na 1500 metrów – 3:30,40 (17 lipca 2015, Monte Carlo); bieg na 5000 metrów – 13:00,39 (10 września 2019, Beaverton).
Jego ojciec – Matthew Centrowitz także był lekkoatletą (biegaczem), olimpijczykiem.

## Osiągnięcia
| Rok  | Impreza                     | Miejsce        | Konkurencja    | Lokata      | Wynik    |
| ---- | --------------------------- | -------------- | -------------- | ----------- | -------- |
| 2008 | Mistrzostwa świata juniorów | Bydgoszcz      | bieg na 5000 m | 11. miejsce | 13:58,31 |
| 2011 | Mistrzostwa świata          | Daegu          | bieg na 1500 m | 3. miejsce  | 3:36,08  |
| 2012 | Halowe mistrzostwa świata   | Stambuł        | bieg na 1500 m | 7. miejsce  | 3:47,42  |
| 2012 | Igrzyska olimpijskie        | Londyn         | bieg na 1500 m | 4. miejsce  | 3:35,17  |
| 2013 | Mistrzostwa świata          | Moskwa         | bieg na 1500 m | 2. miejsce  | 3:36,78  |
| 2015 | Mistrzostwa świata          | Pekin          | bieg na 1500 m | 8. miejsce  | 3:36,13  |
| 2016 | Halowe mistrzostwa świata   | Portland       | bieg na 1500 m | 1. miejsce  | 3:44,22  |
| 2016 | Igrzyska olimpijskie        | Rio de Janeiro | bieg na 1500 m | 1. miejsce  | 3:50,00  |
| 2017 | Mistrzostwa świata          | Londyn         | bieg na 1500 m | eliminacje  | 3:48,34  |
| 2019 | Mistrzostwa świata          | Doha           | bieg na 1500 m | 8. miejsce  | 3:32,81  |